# Charles Baxter
Pour les articles homonymes, voir Baxter.
Œuvres principales
- Festin d'amour

Charles Baxter, né le 13 mai 1947 à Minneapolis, dans le Minnesota, est un écrivain américain.

## Œuvres

### Romans
- (en) First Light, 1987
- (en) Shadow Play, 1993
- Festin d'amour, Belfond, 2001 ((en) The Feast of Love, Doubleday, 2000), trad. Michèle Valencia, 360 p.  (ISBN 978-2-714-43773-0)
- (en) Saul and Patsy, 2003
- (en) The Soul Thief, 2008

### Recueils de nouvelles
- (en) Harmony of the World, 1984
- (en) Through The Safety Net, 1985
- (en) Gryphon, 1985
- (en) A Relative Stranger, 1990
- (en) Believers, 1997
- (en) There's Something I Want You to Do, 2015